# Казачья Лопань (станция)
Каза́чья Ло́пань (укр. Козача Лопань) — железнодорожная станция Южной железной дороги, находящаяся в посёлке Казачья Лопань. Участковая станция 2 класса. На станции расположена таможня, производится пограничный и таможенный контроль поездов, следующих в Россию. По станции Казачья Лопань некоторые поезда дальнего следования не останавливаются. Как правило, такие поезда проходят пограничный контроль по станции Харьков-Пассажирский. Расстояние до Харькова составляет 40 километров, до Белгорода — 43 километра.

## Путевое развитие
Станция имеет 2 парка. Основной парк имеет 7 приёмо-отправочных путей, из которых два — II и III — главные. Боковой платформой оборудован путь 1, а промежуточными — попарно 3 и 4, 5 и 6 пути.

## Сооружения
Двухэтажный вокзал, пост централизации, здание таможни, туалет.

## Поезда
Участок Харьков-Казачья Лопань обслуживается электропоездами ЭР2, ЭР2Р, ЭР2Т моторвагонного депо Харьков, участок Белгород-Наумовка ЭР2, ЭД4, ЭД4М и ЭД4МК депо Белгород. Для большинства поездов станция Казачья Лопань является конечной. Международное пригородное сообщение прекращено с 12 февраля 2015 года. Также в нечётном направлении поезда идут до станций Харьков-Пассажирский, в чётном — до станций Наумовка, Белгород. Используются локомотивы ЧС2, ЧС7 ТЧ Октябрь, ВЛ11 ТЧ-9 Лозовая.
| № поезда          | Маршрут движения         | № поезда          | Маршрут движения         |
| ----------------- | ------------------------ | ----------------- | ------------------------ |
| 15 «Приднепровье» | -                        | 16 «Приднепровье» | Днепр — Москва           |
| 19                | Харьков — Москва         | 20                | Москва — Харьков         |
| 73                | -                        | 74                | Кривой Рог — Москва      |
| 143               | Санкт-Петербург — Донецк | 144               | Донецк — Санкт-Петербург |

Звёздочкой отмечены поезда, курсирующие только в летний период.